# Tournoi de clôture du championnat du Honduras de football 2006
Navigation
Saison précédente Saison suivante
Le Tournoi Clausura 2006 est le dix-septième tournoi saisonnier disputé au Honduras.
C'est cependant la 48e fois que le titre de champion du Honduras est remis en jeu.
Lors de ce tournoi, le CD Olimpia a conservé son titre de champion du Honduras face aux neuf meilleurs clubs honduriens.
Chacun des dix clubs participant était confronté deux fois aux neuf autres équipes. Puis les quatre meilleures se sont affrontées lors d'une phase finale à la fin du tournoi.
Seulement deux places étaient qualificatives pour la Copa Interclubes UNCAF.

## Les 10 clubs participants
| \| Hispano FC Broncos UNAH Municipal Valencia CD Marathon Real España CD Motagua CD Olimpia CD Motagua CD Olimpia CD Platense CD Marathon Real España Broncos UNAH Municipal Valencia CD Victoria CD Vida CD Victoria CD Vida \| Localisation des clubs. |
| Hispano FC Broncos UNAH Municipal Valencia CD Marathon Real España CD Motagua CD Olimpia CD Motagua CD Olimpia CD Platense CD Marathon Real España Broncos UNAH Municipal Valencia CD Victoria CD Vida CD Victoria CD Vida                               |

| Club                    | Stade                        | Capacité | Ville          |
| Hispano FC (en)         | Stade Carlos Miranda         | 10 000   | Comayagua      |
| Broncos UNAH            | Stade Fausto Flores Lagos    | 5 000    | Choluteca      |
| CD Marathon             | Stade Yankel Rosenthal       | 15 000   | San Pedro Sula |
| CD Motagua              | Stade Tiburcio Carias Andino | 35 000   | Tegucigalpa    |
| CD Olimpia              | Stade Tiburcio Carias Andino | 35 000   | Tegucigalpa    |
| CD Platense             | Stade Excelsior              | 10 000   | Puerto Cortés  |
| Real España             | Stade Francisco Morazán      | 20 000   | San Pedro Sula |
| Municipal Valencia (en) | Stade Fausto Flores Lagos    | 5 000    | Choluteca      |
| CD Victoria             | Stade Nilmo Edwards          | 25 000   | La Ceiba       |
| CD Vida                 | Stade Nilmo Edwards          | 25 000   | La Ceiba       |

## Compétition
Le tournoi Clausura s'est déroulé de la même façon que les tournois saisonniers précédents, en deux phases :
- La phase de qualification : les dix-huit journées de championnat.
- La phase finale : les matchs aller-retour allant des demi-finales à la finale.

### Phase de qualification
Lors de la phase de qualification les dix équipes affrontent à deux reprises les neuf autres équipes selon un calendrier tiré aléatoirement.
Les quatre meilleures équipes sont qualifiées pour les demi-finales.
Le classement est établi sur le barème de points classique (victoire à 3 points, match nul à 1, défaite à 0).
Le départage final se fait selon les critères suivants :
- Le nombre de points.
- La différence de buts générale.
- La différence de buts particulière.
- Le nombre de buts marqué.

### Classement
| Rang | Équipe                  | Pts | J  | G  | N | P  | Bp | Bc | Diff |
| ---- | ----------------------- | --- | -- | -- | - | -- | -- | -- | ---- |
| 1    | CD Olimpia (T)          | 37  | 18 | 10 | 7 | 1  | 27 | 13 | +14  |
| 2    | CD Victoria             | 31  | 18 | 8  | 7 | 3  | 31 | 18 | +13  |
| 3    | Municipal Valencia (en) | 30  | 18 | 9  | 3 | 6  | 20 | 13 | +7   |
| 4    | CD Motagua              | 29  | 18 | 8  | 5 | 5  | 24 | 20 | +4   |
| 5    | CD Vida                 | 27  | 18 | 6  | 9 | 3  | 21 | 21 | 0    |
| 6    | Real España             | 23  | 18 | 5  | 8 | 5  | 15 | 17 | -2   |
| 7    | CD Platense             | 22  | 18 | 5  | 7 | 6  | 19 | 21 | -2   |
| 8    | Broncos UNAH            | 17  | 18 | 3  | 8 | 7  | 15 | 24 | -9   |
| 9    | CD Marathon             | 11  | 18 | 2  | 5 | 11 | 16 | 27 | -11  |
| 10   | Hispano FC (en) (P)     | 11  | 18 | 2  | 5 | 11 | 18 | 30 | -12  |

| Légende : Qualifications et relégations | Légende : Qualifications et relégations                  |
| --------------------------------------- | -------------------------------------------------------- |
|                                         | Qualifié pour les demi-finales                           |
|                                         | (T) : Tenant du titre (P) : Promu de la saison 2004-2005 |

#### Matchs
| Résultats (▼dom., ►ext.)                                   | His | Mar | Mot | Oli | Pla | Esp | Bro | Val | Vic | Vid |
| Hispano FC (en)                                            |     | 1-1 | 0-2 | 1-1 | 0-0 | 2-0 | 1-2 | 2-3 | 1-5 | 0-0 |
| CD Marathon                                                | 2-1 |     | 4-0 | 0-2 | 2-2 | 0-1 | 0-0 | 0-2 | 1-1 | 1-2 |
| CD Motagua                                                 | 2-2 | 3-1 |     | 0-1 | 2-0 | 0-1 | 1-1 | 1-0 | 3-0 | 2-1 |
| CD Olimpia                                                 | 2-0 | 1-0 | 0-1 |     | 1-0 | 0-0 | 2-2 | 1-0 | 2-2 | 2-2 |
| CD Platense                                                | 2-1 | 1-0 | 2-1 | 2-2 |     | 3-3 | 0-1 | 1-0 | 0-2 | 0-0 |
| Real España                                                | 2-1 | 3-0 | 1-1 | 0-2 | 0-3 |     | 0-2 | 2-0 | 1-1 | 0-0 |
| Broncos UNAH                                               | 1-2 | 2-2 | 1-1 | 0-3 | 1-1 | 0-0 |     | 1-2 | 0-0 | 0-1 |
| Municipal Valencia (en)                                    | 1-0 | 1-2 | 2-0 | 1-2 | 2-0 | 1-0 | 3-0 |     | 0-0 | 1-1 |
| CD Victoria                                                | 0-0 | 2-1 | 2-2 | 1-2 | 2-1 | 0-0 | 3-0 | 2-1 |     | 1-2 |
| CD Vida                                                    | 3-2 | 2-1 | 1-2 | 1-1 | 1-1 | 1-1 | 2-1 | 0-0 | 1-5 |     |
| - Victoire à domicile - Match nul - Victoire à l'extérieur |     |     |     |     |     |     |     |     |     |     |

#### Classement cumulatif
| Rang | Équipe                  | Pts | J  | G  | N  | P  | Bp | Bc | Diff |
| ---- | ----------------------- | --- | -- | -- | -- | -- | -- | -- | ---- |
| 1    | CD Olimpia (C)          | 74  | 36 | 21 | 11 | 4  | 65 | 30 | +35  |
| 2    | CD Victoria             | 61  | 36 | 17 | 10 | 9  | 61 | 45 | +16  |
| 3    | Municipal Valencia (en) | 50  | 36 | 14 | 8  | 14 | 35 | 35 | 0    |
| 4    | CD Platense             | 49  | 36 | 13 | 10 | 13 | 47 | 55 | -8   |
| 5    | Real España             | 46  | 36 | 11 | 13 | 12 | 38 | 40 | -2   |
| 6    | CD Vida                 | 45  | 36 | 10 | 15 | 11 | 43 | 46 | -3   |
| 7    | CD Motagua              | 43  | 36 | 11 | 10 | 15 | 40 | 46 | -6   |
| 8    | Broncos UNAH            | 41  | 36 | 9  | 14 | 13 | 34 | 45 | -11  |
| 9    | CD Marathon             | 40  | 36 | 9  | 13 | 14 | 46 | 53 | -7   |
| 10   | Hispano FC (en) (P)     | 33  | 36 | 7  | 12 | 17 | 39 | 51 | -12  |

| Légende : Qualifications et relégations | Légende : Qualifications et relégations                                           |
| --------------------------------------- | --------------------------------------------------------------------------------- |
|                                         | Copa Interclubes UNCAF 2006 (en) (1er tour)                                       |
|                                         | Relégué en Liga Nacional de Ascenso                                               |
|                                         | (C) : Vainqueur des deux tournois de la saison (P) : Promu de la saison 2004-2005 |

### La Phase Finale
Les quatre équipes qualifiées sont réparties dans le tableau final d'après leur classement général, le deuxième affrontant le troisième et le premier affrontant le quatrième lors des demi-finales.
En cas d'égalité sur la somme des deux matchs, c'est la position au classement général qui départage les deux équipes, sauf pour la finale où des prolongations puis une séance de tirs au but ont éventuellement lieu.

#### Tableau
|  |                         |            |             |            |            |     |   |        |        |        |        |        |
|  | 1/2 finale              | 1/2 finale | 1/2 finale  | 1/2 finale | 1/2 finale |     |   | Finale | Finale | Finale | Finale | Finale |
|  |                         |            |             |            |            |     |   |        |        |        |        |        |
|  |                         |            |             |            |            |     |   |        |        |        |        |        |
|  | CD Olimpia              | (1)        | 1           | 2          |            |     |   |        |        |        |        |        |
|  | CD Olimpia              | (1)        | 1           | 2          |            |     |   |        |        |        |        |        |
|  | CD Motagua              | (4)        | 2           | 1          |            |     |   |        |        |        |        |        |
|  | CD Motagua              | (4)        | 2           | 1          | CD Olimpia | (1) | 3 | 1      |        |        |        |        |
|  |                         |            |             |            |            | (1) | 3 | 1      |        |        |        |        |
|  |                         |            | CD Victoria | (2)        | 3          | 0   |   |        |        |        |        |        |
|  | CD Victoria             | (2)        | CD Victoria | (2)        | 3          | 0   | 1 | 3      |        |        |        |        |
|  | CD Victoria             | (2)        |             |            |            |     | 1 | 3      |        |        |        |        |
|  | Municipal Valencia (en) | (3)        | 1           | 0          |            |     |   |        |        |        |        |        |
|  | Municipal Valencia (en) | (3)        | 1           | 0          |            |     |   |        |        |        |        |        |

#### Demi-finales
| Club        | Aller | Retour | Club                    | Commentaire |
| CD Olimpia  | 1-2   | 2-1    | CD Motagua              |             |
| CD Victoria | 1-1   | 3-0    | Municipal Valencia (en) |             |

#### Finale
| Match aller | CD Victoria                                                | 3:3   | CD Olimpia                                              | Stade Nilmo Edwards                             |                                                 |
| 20 mai 2006 | Alejandro Naif 34e · Jaime Rosales 44e · Jaime Rosales 89e | (2:0) | Wílmer Velásquez · Wilson Palacios · Luciano Emilio 70e | Spectateurs : 15 000 Arbitrage : Ricardo Zelaya | Spectateurs : 15 000 Arbitrage : Ricardo Zelaya |

| Match retour | CD Olimpia       | 1:0   | CD Victoria | Stade Tiburcio Carias Andino                    |                                                 |
| 28 mai 2006  | Rony Morales 29e | (1:0) |             | Spectateurs : 31 951 Arbitrage : Benigno Pineda | Spectateurs : 31 951 Arbitrage : Benigno Pineda |

## Bilan du tournoi
| Tableau d'Honneur     |            |
| Compétition           | Vainqueur  |
| Tournoi Clausura 2006 | CD Olimpia |

| Qualifications continentales 2006-2007 |                                    |
| Copa Interclubes UNCAF                 | Qualifiés                          |
| Premier tour (en)                      | CD Olimpia CD Victoria CD Marathon |

| Promotions et relégations           |                         |
| Relégué en Liga Nacional de Ascenso | Hispano FC (en)         |
| Promu de Liga Nacional de Ascenso   | Atlético Olanchano (en) |

## Statistiques

### Buteurs
| Rang | Nom                     | Équipe          | Buts |
| 1    | Luciano Emilio          | CD Olimpia      | 13   |
| 2    | Pedro Aparecido Santana | CD Motagua      | 9    |
| 3    | Denilson Costa          | CD Platense     | 8    |
| 3    | Héctor Flores           | CD Victoria     | 8    |
| 5    | Eduardo Bennett         | CD Vida         | 6    |
| 5    | Jaime Rosales           | CD Victoria     | 6    |
| 5    | Ney Costa               | Hispano FC (en) | 6    |